# 沖縄地方検察庁
もしかして
- 那覇地方検察庁

ではありませんか？